# Celebration Day
Celebration Day, låt skriven av Jimmy Page, Robert Plant och John Paul Jones, framförd av medlemmarna i Led Zeppelin på albumet Led Zeppelin III, släppt 1970. De första trumtakterna togs bort av misstag, därför band man ihop den tidigare låten Friends på skivan med en  Moog synthesizer. Låten användes 1971-1973 under live-spelningarna och återkom 1979 i Knebworth. "Celebration Day" är också namnet på både den konsertfilm och liveskiva som utgavs 2012. De innehåller Led Zeppelins återföreningskonsert i London 2007.